# 北海道道373号幌加内停車場線
北海道道373号幌加内停車場線（ほっかいどうどう373ごう ほろかないていしゃじょうせん）は、北海道雨竜郡幌加内町内を結ぶ一般道道（北海道道）である。

## 概要

### 路線データ
- 起点：北海道雨竜郡幌加内町字幌加内（旧JR北海道 深名線 幌加内駅跡）
- 終点：北海道雨竜郡幌加内町字幌加内（国道275号交点）
- 路線延長：0.2 km（実延長）

## 歴史
- 1961年（昭和36年）3月31日 路線認定[1]。

## 地理

### 通過する自治体
- 上川総合振興局
  - 雨竜郡幌加内町

### 交差する道路
幌加内町
- 国道275号 - 幌加内（終点）